# Hari mirchi

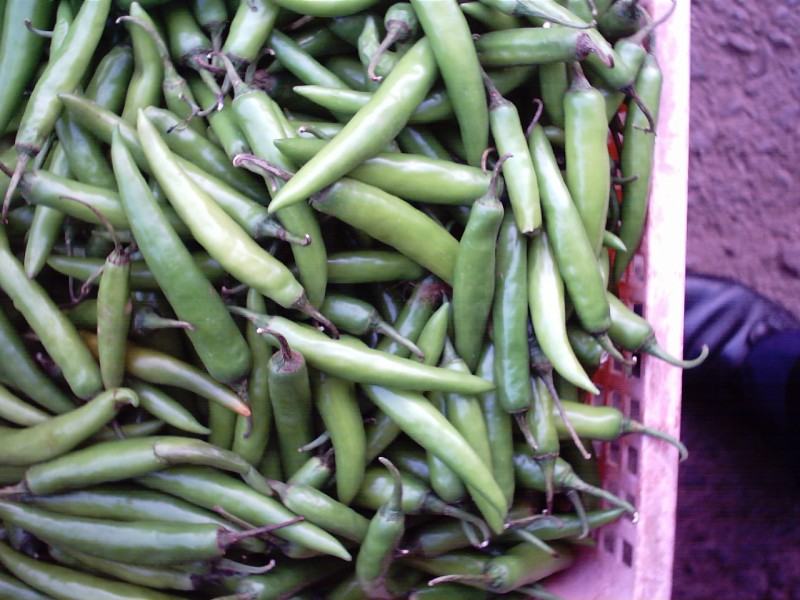
Hari mirchi.

Hari mirchi, ou green chili (« piment vert »), est un type de piment utilisé notamment dans la cuisine indienne,. Il est classé entre 15 000 et 30 000 sur l'échelle de Scoville.